# Salvesinas
Salvesines (en occità Salvesinas, en francès Salvezines) és un municipi francès situat al departament de l'Aude i a la regió d'Occitània. Situat a la vall de Santa Creu, a l'esquerra de la Bolzana, forma part de la Fenolleda històrica, però en va quedar separat amb la constitució dels departaments.
El terme inclou, a més, el nucli de Lo Caunilh (en francès Le Caunil). Els dos termes es van unir el 1868, havent estat abans part de La Pradella - Puillorenç.